# Hirundo
Hirundo är ett släkte tättingar i familjen svalor. Många av arterna i släktet har blå ryggar, röda markeringar i "ansiktet" och ibland på stjärten samt vitaktiga undersidor. Arterna återfinns på alla kontinenter utom på Antarktis, i Nord- och Sydamerika endast i form av en enda art, ladusvalan.
Genetiska studier har visat att många av arterna som traditionellt inkluderats i släktet Hirundo inte är så nära släkt med de andra arterna som utseendet antyder; dessa arter förs numera till separata släktena Cecropis (exempelvis rostgumpsvala) och Petrochelidon.

## Arter i släktet
Arter inom släktet enligt AviList:
- Blåsvala (Hirundo atrocaerulea)
- Rostbukig svala (Hirundo nigrorufa)
- Brokvingesvala (Hirundo leucosoma)
- Vitstjärtad svala (Hirundo megaensis)
- Pärlemorbröstad svala (Hirundo dimidiata)
- Välkomstsvala (Hirundo neoxena)
- Ghatssvala (Hirundo domicola)
- Kustsvala (Hirundo javanica)
- Tahitisvala (Hirundo tahitica)
- Trådstjärtad svala (Hirundo smithii)
- Safirsvala (Hirundo nigrita)
- Vitstrupig svala (Hirundo albigularis)
- Ladusvala (Hirundo rustica)
- Etiopiensvala (Hirundo aethiopica)
- Angolasvala (Hirundo angolensis)
- Guineasvala (Hirundo lucida)